# Смирнов, Алексей Семёнович
Алексе́й Семёнович Смирно́в (25 января [7 февраля] 1917, деревня Пальцево, Тверская губерния — 7 августа 1987, Москва) — советский лётчик-ас, дважды Герой Советского Союза.

## Биография
Родился 7 февраля 1917 года в деревне Пальцево Тверской губернии в крестьянской семье. По национальности — карел. Член ВКП(б) (КПСС) с 1941 года. Окончил неполную среднюю школу, работал слесарем на железнодорожной станции Калинин.
В Красной Армии с 1938 года. В том же году окончил Одесскую военную авиационную школу пилотов, и с декабря 1938 года — лётчик в авиационных частях Московского, а затем Ленинградского военных округов. Участник советско-финской войны 1939—1940 годов.

## Период Великой Отечественной войны
На фронтах Великой Отечественной войны с июня 1941 года (младший лейтенант) — в качестве командира звена и заместителя командира эскадрильи на Ленинградском, Волховском, Воронежском, Северо-Западном и Калининском фронтах.
К августу 1943 года заместитель командира эскадрильи 28-го гвардейского истребительного авиаполка (5-я гвардейская истребительная авиационная дивизия, 6-я воздушная армия, Северо-Западный фронт) гвардии капитан А. С. Смирнов совершил 312 боевых вылетов, в 39 воздушных боях сбил 13 самолётов противника.
С октября 1943 года гвардии майор А. С. Смирнов — командир эскадрильи 28-го гвардейского истребительного авиаполка (5-я гвардейская истребительная авиадивизия, 11-й истребительный авиакорпус, 3-я воздушная армия) на 1-м и 2-м Прибалтийских фронтах. К сентябрю 1944 года он совершил 396 боевых вылетов, лично сбил 31 и в группе 1 самолёт противника.
С января 1945 года Смирнов А. С. воевал в должности заместителя командира гвардейского истребительного авиаполка на 3-м Белорусском фронте.
Проявляя высокое лётное мастерство и творчество в тактике воздушного боя, А. С. Смирнов за годы войны совершил 457 боевых вылетов, провёл 72 воздушные схватки с противником, сбил 35 вражеских самолётов лично и 1 в группе, по другим данным 34 сбитых лично и 15 в группе (в литературе обычно указываются только 34 личные победы аса).

## После войны

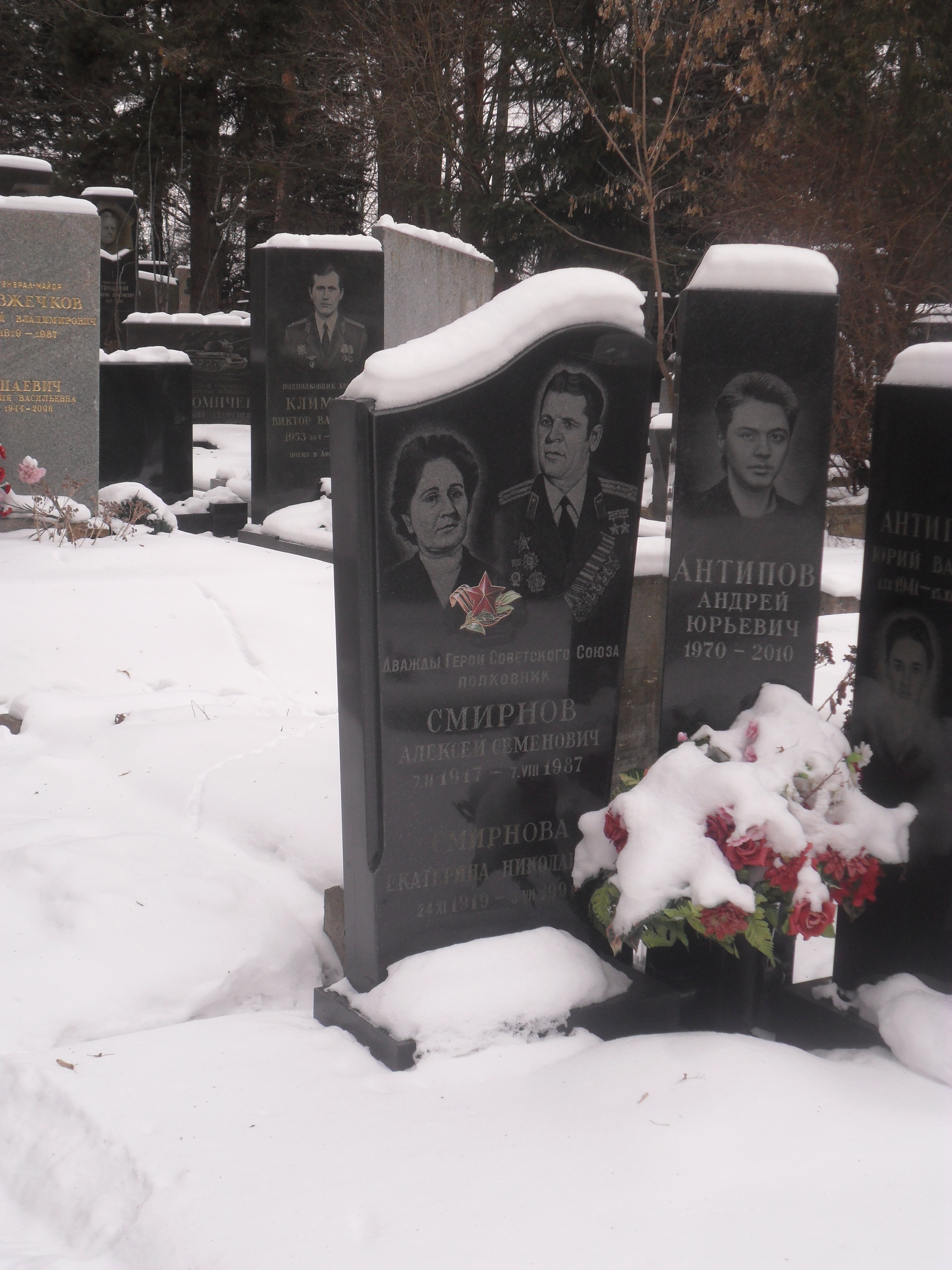
Могила Смирнова на Кунцевском кладбище Москвы

После войны гвардии подполковник Смирнов А. С. командовал авиационным полком. В 1947 году окончил Высшие лётно-тактические курсы усовершенствования офицерского состава. С 1950 года — старший лётчик-инструктор по технике пилотирования ВВС Московского военного округа. В 1952 году ему присвоено воинское звание полковник. С 1954 года — в запасе. Жил в Москве по адресу: 2-я Песчаная улица, 5. Работал киномехаником в фильмотеке РОНО Ленинградского района. Работал кино-механиком в школе № 144 Ленинградского района города Москвы (Новопесчаная улица, дом 15). Был невысокого роста, и, по словам современников, был очень скромным человеком. Скончался 7 августа 1987 года. Похоронен в Москве на Кунцевском кладбище.

## Награды
Указом Президиума Верховного Совета СССР от 28 сентября 1943 года за боевые подвиги и проявленные мужество и отвагу Смирнову Алексею Семёновичу присвоено звание Героя Советского Союза с вручением медали «Золотая Звезда» (№ 1213).
Указом Президиума Верховного Совета СССР от 23 февраля 1945 года за успешное командование эскадрильей и проявленные мужество и отвагу в воздушных боях в Белоруссии и в Восточной Пруссии Смирнов Алексей Семёнович награждён второй медалью «Золотая Звезда» (№ 4182).
Награждён:
- двумя орденами Ленина;
- пятью орденами Красного Знамени;
- орденом Александра Невского;
- двумя орденами Отечественной войны 1-й степени;
- орденом Красной Звезды;
- медалями.

## Память
- Бронзовый бюст дважды Героя Советского Союза А. С. Смирнова установлен в посёлке Рамешки Тверской области.
- Его скульптурный портрет создал Николай Томский.
- В Государственной Третьяковской Галерее находится бюст А. С. Смирнова работы Николая Томского.